# George Henry Decker
George Henry Decker, ameriški general, * 16. februar 1902, Catskill, New York, † 6. februar 1980, Washington, D.C..